# Stokesby with Herringby
Stokesby with Herringby is een civil parish in het bestuurlijke gebied Great Yarmouth, in het Engelse graafschap Norfolk met 330 inwoners.